# Guerra Civil laosiana
La Guerra Civil de Laos (1953-1975) es va lliurar entre els comunistes del Pathet Lao (incloent molts vietnamites del nord) i el Govern del Regne de Laos. Es tracta d'un conflicte en què tant els polítics dretans com els esquerrans van rebre grans suports externs en el que es convertí en una guerra subsidiària entre les dues superpotències de la Guerra Freda. Als Estats Units es coneix també com la Guerra Secreta.

## Antecedents
El Tractat Franco-Laosià d'Amistat i Associació signat el 22 octubre 1953, va transferir els poders colonials francesos - excepte el control dels assumptes militars - al Govern de Laos - que no incloïa cap representant de moviments anticolonials nacionalistes - i d'altra banda establia Laos com a membre independent de la Unió francesa.

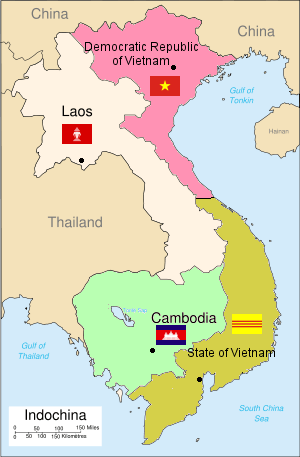
La participació de la Indoxina francesa en els nous estats de Laos, Cambodja, Vietnam del Nord i Vietnam del sud

A la Conferència de Ginebra de 1954 Laos va obtenir la independència completa com una monarquia constitucional després de la derrota francesa a la Guerra d'Indoxina.

## La guerra civil
El Regne de Laos era un teatre per operacions encobertes dels bel·ligerants durant la guerra de Vietnam. Els combats de la guerra civil a Laos involucraren l'Exèrcit de Vietnam del Nord, els Estats Units, Tailàndia, i les forces vietnamites del Sud directament i a través de forces intermediaries irregulars en una batalla pel control de l'estratègica geografia del país. L'Exèrcit del Vietnam del Nord va ocupar l'àrea per al seu propi ús en el que es conegué com la Ruta Ho Chi Minh per facilitar el subministrament i com a zona de descans per a les ofensives al Vietnam del Sud.
A l'Operació Hotfoot les Forces Especials de l'Exèrcit dels Estats Units es van encarregar des de 1959, conjuntament amb assessors militars francesos, d'entrenar les milícies Hmong i els Yao, per lluitar contra la guerrilla comunista del Pathet Lao. En plena Guerra del Vietnam, la CIA se’n va aprofitar i va construir secretament, al bell mig del territori hmong, l'aeroport militar de Long Tieng, conegut en codi com Lima Site 98, que va ser batejat aleshores com “l'indret més secret del món”. Del no res va aparèixer una ciutat de 40.000 habitants regida pel tràfic d'armes i l'heroïna, que va inspirar la pel·lícula Apocalypse now (1979) de Francis Ford Coppola. Des d'aquí es donava cobertura a les tropes nord-americanes que lluitaven al Vietnam i els hmong, que van impedir la invasió de Laos per part del Vietcong.
Els vietnamites del Nord i el Pathet Lao van sortir victoriosos el 1975, com a part d'una victòria general comunista a Indoxina aquest mateix any.